# Hugh Allison
Pour les articles homonymes, voir Allison.
Hugh Allison, né le 29 septembre 1982 à Harlow, est un acteur et réalisateur britannique.

## Filmographie
Acteur
- Odd Socks : Eric
- Bird : Joe
- The Cult : Raymond
- Domestic Disturbances : Rex
- Amazing Grace : Caddie

Réalisateur
- Shared Accommodation

## Théâtre
- Birdboot à The Real Inspector Hound : Birdboot
- Gilby à Let Each Take His Part : Gilby
- Comme il vous plaira : Jacques
- La Mégère apprivoisée : Nathaniel
- Henri VIII : Thomas Cranmer

Metteur en scène
- Appropriate Attire
- The Bear
- The Bump
- Un chant de Noël
- Eclipsed
- Embassyland
- Gospel
- KissCumKiss
- Life Support
- Numbers
- Pass The Parcel
- Pretty Boy
- Richard II
- Rosalind
- Le Songe d'une nuit d'été
- The Source of All The Evil
- TaJ
- Tomorrow We Build Our Jerusalem
- What Andrew Heard

Théâtre radiophonique
- Cleaner
- Ferry Lights
- Herm In The World
- Servicing His Lordship
- Staying In